# Svenska Amigamagazin
Svenska Amigamagazin, eller SAM, var en datortidning om hemdatorn Amiga som gavs ut mellan 1996 och 1997. Tidningen började ges ut månatligen i direkt anslutning till att Datormagazin lades ned. Sidantalet var vanligtvis 32–40 A4-sidor i svartvitt. Det sista numret kom ut i maj 1997 och var då helt i färg.